# Josef Klehr
Josef Klehr (ur. 17 października 1904 w Langenau – ob. części Kietrza, zm. 23 sierpnia 1988 w Leiferde – ob. dzielnicy Brunszwiku) – zbrodniarz niemiecki, sanitariusz SS w niemieckim obozie koncentracyjnym Auschwitz-Birkenau oraz SS-Oberscharführer.
Urodził się na Górnym Śląsku jako syn nauczyciela. Po ukończeniu szkoły podstawowej, pracował do 1934 jako stolarz. W 1934 został zatrudniony w charakterze odźwiernego w instytucie, w którym pracował jego ojciec. Następnie został sanitariuszem w sanatorium w Leubus. Od 1932 Klehr należał do SS, służąc także jako tzw. Hilfswachtmeister w więzieniu w Wołowie. W 1939 rozpoczął w Buchenwaldzie służbę w hitlerowskich obozach koncentracyjnych. W 1940 przeniesiono go do Dachau, gdzie pełnił służbę jako sanitariusz. W 1941, po kolejnych awansach w hierarchii SS, przydzielono go do obozu Auschwitz-Birkenau.
W Oświęcimiu Klehr pełnił służbę jako sanitariusz SS (SDG), a jego głównym zadaniem było zabijanie więźniów i jeńców radzieckich zastrzykami fenolu w serce. Ten sposób mordowania wprowadził w Auschwitz-Birkenau lekarz SS Friedrich Entress. Trudno określić całkowitą liczbę ofiar tej zbrodniczej działalności Klehra i innych sanitariuszy SS, ale z pewnością idzie ona w tysiące. Od 1943 Klehr został szefem wydziału zajmującego się dezynfekcją w obozie, co faktycznie oznaczało, że miał obowiązek uczestniczyć w eksterminacji Żydów w komorach gazowych. Do jego obowiązków należała piecza nad zapasami cyklonu B (niejednokrotnie też wrzucał osobiście gaz do komór). Od 1944 Klehr był również kierownikiem szpitala w podobozie Gleiwitz I, gdzie kierował selekcjami niezdolnych do pracy więźniów.
Schwytany w maju 1945 przez wojska amerykańskie, skazany został na 3 lata pobytu w obozie pracy. Zwolniony w 1948, pracował później jako stolarz w Brunszwiku. Władze RFN aresztowały Klehra w 1960. Został następnie osądzony w drugim procesie oświęcimskim i skazany za zabicie przynajmniej 475 ludzi oraz za pomocnictwo w zamordowaniu tysięcy innych na dożywocie i dodatkowe 15 lat więzienia. Zmarł w 1988 r.